# 莱格朗德沙佩勒
莱格朗德沙佩勒（法語：Les Grandes-Chapelles，法語發音：[le ɡʁɑ̃d ʃapɛl]，意为“大的小圣堂（复数）”）是法国奥布省的一个市镇，位于该省中北部，属于塞纳河畔诺让区。

## 地理
莱格朗德沙佩勒（48°28'0"N, 4°0'58"E）面积22.1 平方千米，位于法国大東部大區奥布省，该省份为法国中北部省份，北起马恩省，西接塞纳-马恩省，西南至约讷省，东南至科多尔省，东临上马恩省。
与莱格朗德沙佩勒接壤的市镇（或旧市镇、城区）包括：沙佩勒瓦隆、德鲁圣巴勒、诺宰、普雷米耶尔费、里利圣西尔、圣艾蒂安-苏巴尔比斯、圣雷米苏巴尔比伊斯、武埃。

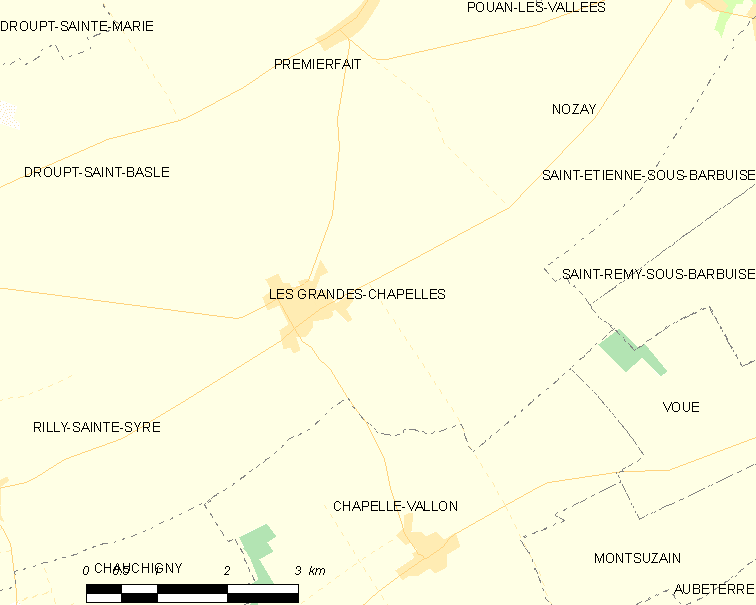
莱格朗德沙佩勒的OSM定位图

莱格朗德沙佩勒的时区为UTC+01:00、UTC+02:00（夏令时）。

## 行政
莱格朗德沙佩勒的邮政编码为10170，INSEE市镇编码为10166。

## 政治
莱格朗德沙佩勒所属的省级选区为特鲁瓦附近克勒内县。

## 人口

1962-2008年间莱格朗德沙佩勒人口变化图示

莱格朗德沙佩勒于2022年1月1日时的人口数量为398人。